# Johann Georg Kidler

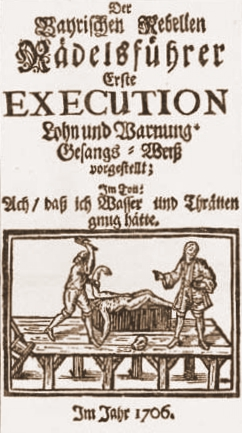
1706: Hinrichtung von Teilnehmern des Oberländer Bauernaufstandes auf dem Schrannenplatz in München

Johann Georg Kidler (auch Johann Georg Khidler, Johann Georg Kittler und Johann Georg Küttler) (* 1674; † 29. Januar 1706 in München) war ein deutscher Weinwirt in München und bayerischer Freiheitskämpfer.

Kidlers Schänke befand sich im Tal (heute: Hausnummer 30). Während des bayerischen Volksaufstandes 1705 war er einer der führenden Organisatoren des bayerischen Widerstandes.

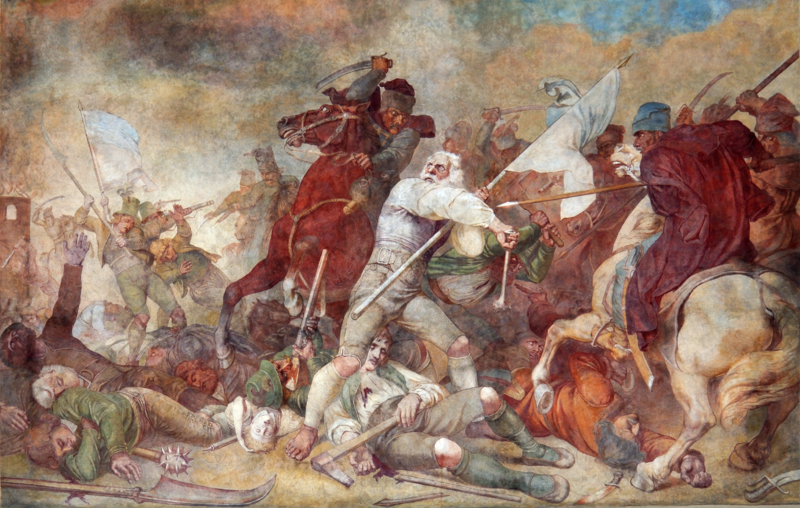
Sendlinger Mordweihnacht

Am 29. Januar 1706 wurde er von den Österreichern zusammen mit Johann Georg Aberle, Johann Clanze und Sebastian Senser auf dem Schrannenplatz, dem heutigen Marienplatz, mit dem Schwert enthauptet und gevierteilt. Johann Jäger, ein weiterer Anführer des Aufstandes, wurde am 17. März 1706 hingerichtet. 
Heute erinnert an Kidler der Kidlerplatz und die Kidlerstraße im Stadtbezirk Sendling.